# Douglas Heart
Douglas Heart är en svensk indiepopgrupp.

## Biografi
Douglas Heart startades som en duo av Malin Dahlberg (sång) och Pontus Wallgren (gitarr) och hette från början Hal Blaine. Syftet var att göra intim och minimalistisk musik. Båda medlemmarna hade tidigare spelat i bandet Standing Pales.
Ett par demoinspelningar gjordes hemma hos Wallgren. Instrument som användes var en casiosynt (med trummor), gitarr, bas och sång. Sommaren 2001 spelades ytterligare en demo in, denna gången i en riktig studio. Två av dessa hamnade på Labrador-samlingen Labrador Kingsize. Bandets sound hade nu ändrats och blivit mer elektronisk.
Vid denna tidpunkt bytte bandet namn till Douglas Heart, detta eftersom man inte ville förväxlas med den amerikanska musikern Hal Blaine.
Debutalbumet Douglas Heart utgavs i maj 2003 och följdes av EP-skivan I Could See the Smallest Things året efter.

## Diskografi

### Album
- 2003 - Douglas Heart

### EP
- 2004 - I Could See the Smallest Things

### Fotnoter
1. 1 2 3 4  ”Douglas Heart”. Labrador Records. Arkiverad från originalet den 4 december 2011. https://web.archive.org/web/20111204100502/http://www.labrador.se/artists/douglasheart.php3. Läst 19 december 2011.